# 14354 Kolesnikov
14354 Kolesnikov este un asteroid din centura principală de asteroizi.

## Descriere
14354 Kolesnikov este un asteroid din centura principală de asteroizi. A fost descoperit pe 21 august 1987 la Observatorul La Silla de Eric Walter Elst. Asteroidul prezintă o orbită caracterizată de o semiaxă mare de 2,85 ua, o excentricitate de 0,24 și o înclinație de 5,7° în raport cu ecliptica.